# Harzweg 32 (Quedlinburg)

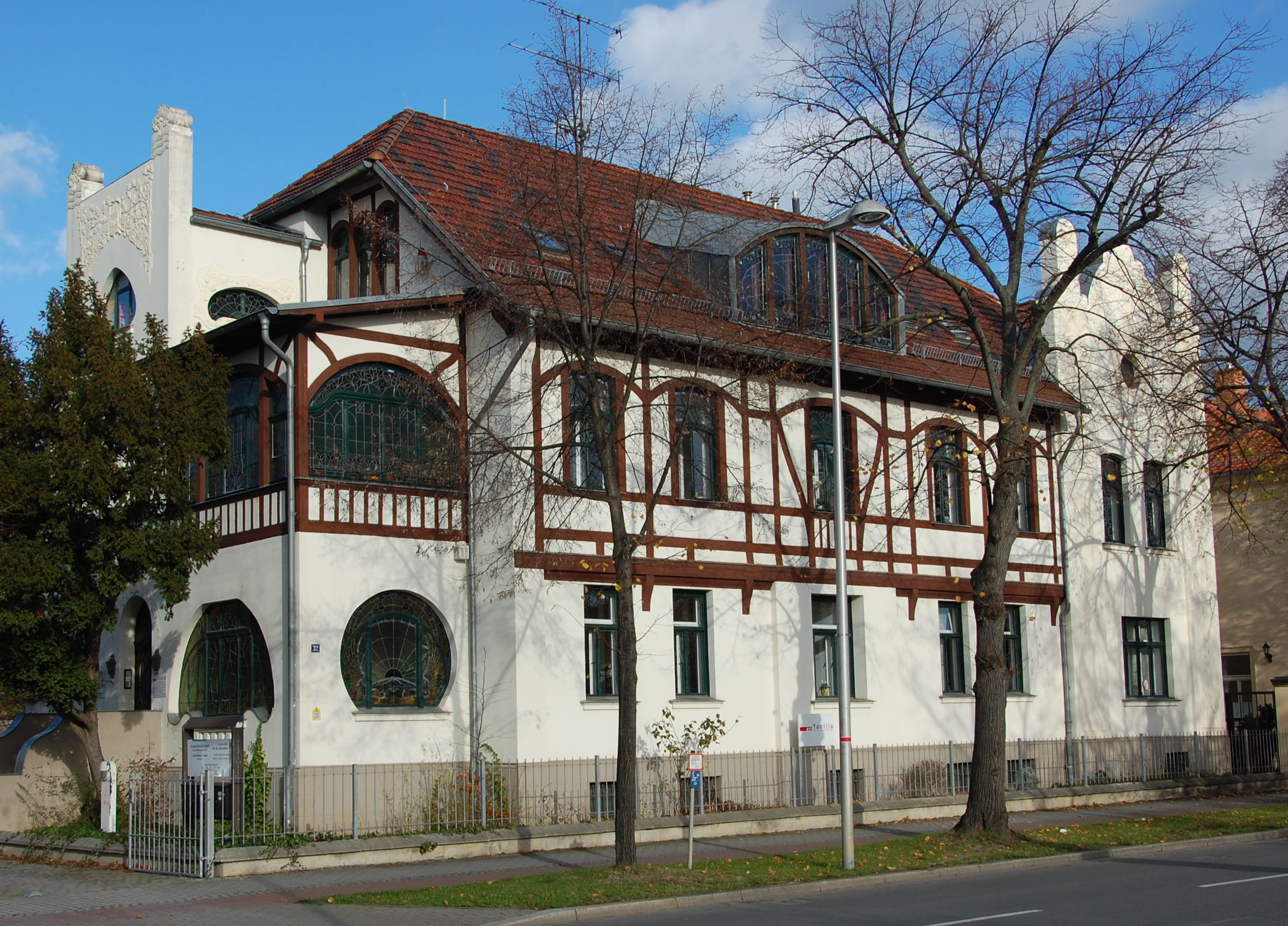
Harzweg 32

Das Haus Harzweg 32 ist ein denkmalgeschütztes Gebäude in Quedlinburg in Sachsen-Anhalt.

## Lage
Das im Quedlinburger Denkmalverzeichnis als Wohnhaus eingetragene Gebäude befindet sich südlich der Quedlinburger Altstadt, auf der nördlichen Seite des Harzwegs.

## Architektur und Geschichte
Das zweigeschossige Haus entstand im Jahr 1902 und kombiniert Fachwerkarchitektur mit Elementen des Jugendstils. Auf dem Dach besteht eine Gaupe in Form eines Korbbogens. Auf der Westseite des Hauses ist eine Veranda angefügt.
Es besteht ein über eine Toreinfahrt verfügender Hofflügel. Am Anwesen befindliches Quadermauerwerk könnte bereits älteren Ursprungs sein.